# حكومة عبد الله اليافي الأولى
حكومة عبدالله اليافي هي الحكومة اللبنانية الحادية عشر في عهد الرئيس بشارة الخوري.
قادها عبد الله اليافي (بيروت، 7 سبتمبر 1901 - بيروت، 4 نوفمبر 1986)، السياسي والمحامي اللبناني الذي شغل عدة مرات منصب رئيس الوزراء في فترة الانتداب وبعد الاستقلال. عبد الله اليافي انتخب أيضا عدة مرات كنائب بالبرلمان اللبناني. درس الحقوق وكان سنة 1926 أول عربي يتحصل على دكتوراه من جامعة السربون في فرنسا.
| نائب رئيس مجلس الوزراء    | بولس، فيليب     | 07/06/1951 | 11/02/1952 |
| وزير الاشغال العامة       | بولس، فيليب     | 07/06/1951 | 11/02/1952 |
| وزير الاقتصاد الوطني      | تقلا، فيليب     | 07/06/1951 | 11/02/1952 |
| وزير الانباء              | صفي الدين، محمد | 07/06/1951 | 11/02/1952 |
| وزير البرق والبريد        | صفي الدين، محمد | 07/06/1951 | 11/02/1952 |
| وزير التربية الوطنية      | لحود، اميل      | 07/06/1951 | 11/02/1952 |
| وزير الخارجية والمغتربين  | الحلو، شارل     | 07/06/1951 | 08/06/1951 |
| وزير الداخلية             | اليافي، عبدالله | 07/06/1951 | 11/02/1952 |
| وزير الدفاع الوطني        | بيضون، رشيد     | 07/06/1951 | 11/02/1952 |
| وزير الزراعة              | الهراوي، يوسف   | 07/06/1951 | 11/02/1952 |
| وزير الشؤون الاجتماعية    | تقي الدين، بهيج | 07/06/1951 | 08/06/1951 |
| وزير الصحة والاسعاف العام | تقي الدين، بهيج | 07/06/1951 | 08/06/1951 |
| وزير العدلية              | كرامي، رشيد     | 07/06/1951 | 11/02/1952 |
| وزير المالية              | تقلا، فيليب     | 07/06/1951 | 11/02/1952 |

| وزير الشؤون الاجتماعية    | لحود، اميل   | 08/06/1951 | 11/02/1952 |
| وزير الصحة والاسعاف العام | الاعور، بشير | 08/06/1951 | 11/02/1952 |

| أيقونة بذرة | هذه بذرة مقالة عن موضوع متعلق بلبنان بحاجة للتوسيع. فضلًا شارك في تحريرها. |